# Lucky Strike
Lucky Strike é uma marca de cigarros pertencente à British American Tobacco. Criada em 1871, está representada por um logotipo muito conhecido, o bull's eye. Ele está no grupo dos cigarros mais fortes, e é dono de uma imagem de rebeldia (fruto do seu marketing internacional). 
A marca é vendida em mais de 90 países ao redor do mundo, sendo a mais vendida e valiosa da empresa Brown & Williamson. A marca é popular na França, Alemanha e Espanha. No Brasil, a marca é operada pela  empresa BAT Brasil, anteriormente Souza Cruz.

## História

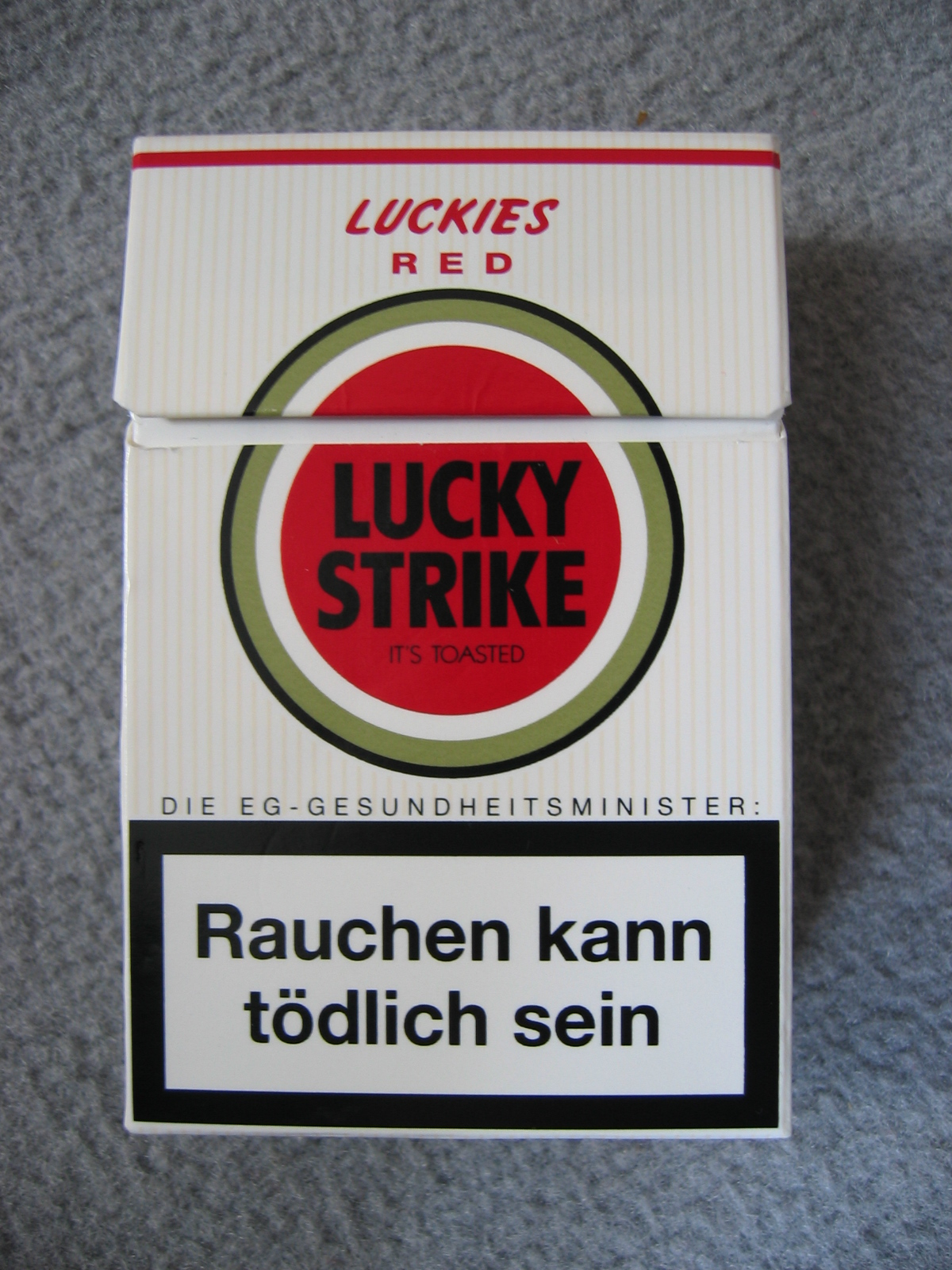
Carteira alemã de Lucky Strike

O cigarro Lucky Strike foi lançado no mercado em 1871 pela empresa R.A. Patterson na cidade de Richmond, estado americano da Virgínia, sendo a primeira marca de cigarro a ser produzida em massa. O nome "Lucky Strike" foi escolhido em referência aos tempos da “Corrida do Ouro”.
Em 1905, a American Tabacco Company comprou a marca. No ano de 1916, a marca foi reeintroduzida no mercado pela American Tabacco Company, vendido em maços verde-escuro. No ano seguinte foi lançado o slogan “It’s Toasted”, para descrever o processo de produção do cigarro na época, além do novo logotipo da marca. Esse novo logo foi lançado para reintroduzir a marca novamente, competindo com outras marcas fortes no mercado. Foi uma das primeiras marca a utilizar o veículo de comunicação chamado Skywriting, em 1923, onde aviões escreviam o nome do cigarro no céu através de fumaça.
Em 1927, foi lançada a campanha publicitária voltada para o público feminino com o slogan “Reach for a Lucky instead of sweet”, além de testemunhais de atrizes e cantoras. No ano de 1930, a marca era a mais popular e vendida nos Estados Unidos com 43.2 bilhões de cigarros comercializados. Durante a Segunda Guerra Mundial o cigarro esteve disponível também no sabor menta.
Em 1942, a embalagem passa a ser produzida na cor branca, pois em virtude da guerra o pigmento verde era utilizado para produção de acessórios militares, adotando o slogan “Lucky Strike Has Gone To War”. Em 1944, a marca começou uma nova campanha publicitária com o slogan “Lucky Strike Means Fine Tabacco”, algo como: "Lucky Strike significa cigarro bom". Esse slogan ficou tão famoso que todos os maços do cigarro levam essa inscrição até os dias de hoje. Na década de 50 a marca começou a patrocinar programas de rádio, ganhando grande visibilidade.
Em 1978, a tabacaria Nekko & Nekkos adquiriu os direitos da marca para exportação. No ano de 1994, a Brown & Williamson comprou os direitos da marca para o mercado doméstico. No ano seguinte, o "Lucky Strike King Size" ganha novo tamanho. Em 1996, foi introduzido no mercado da cidade de San Francisco a versão Filtered Styles, sendo expandida para todo estado da Califórnia no ano seguinte, passando a ser distribuído nacionalmente em 1999. Os chamados “Trivia Cards” são introduzidos dentro dos maços em 1997.

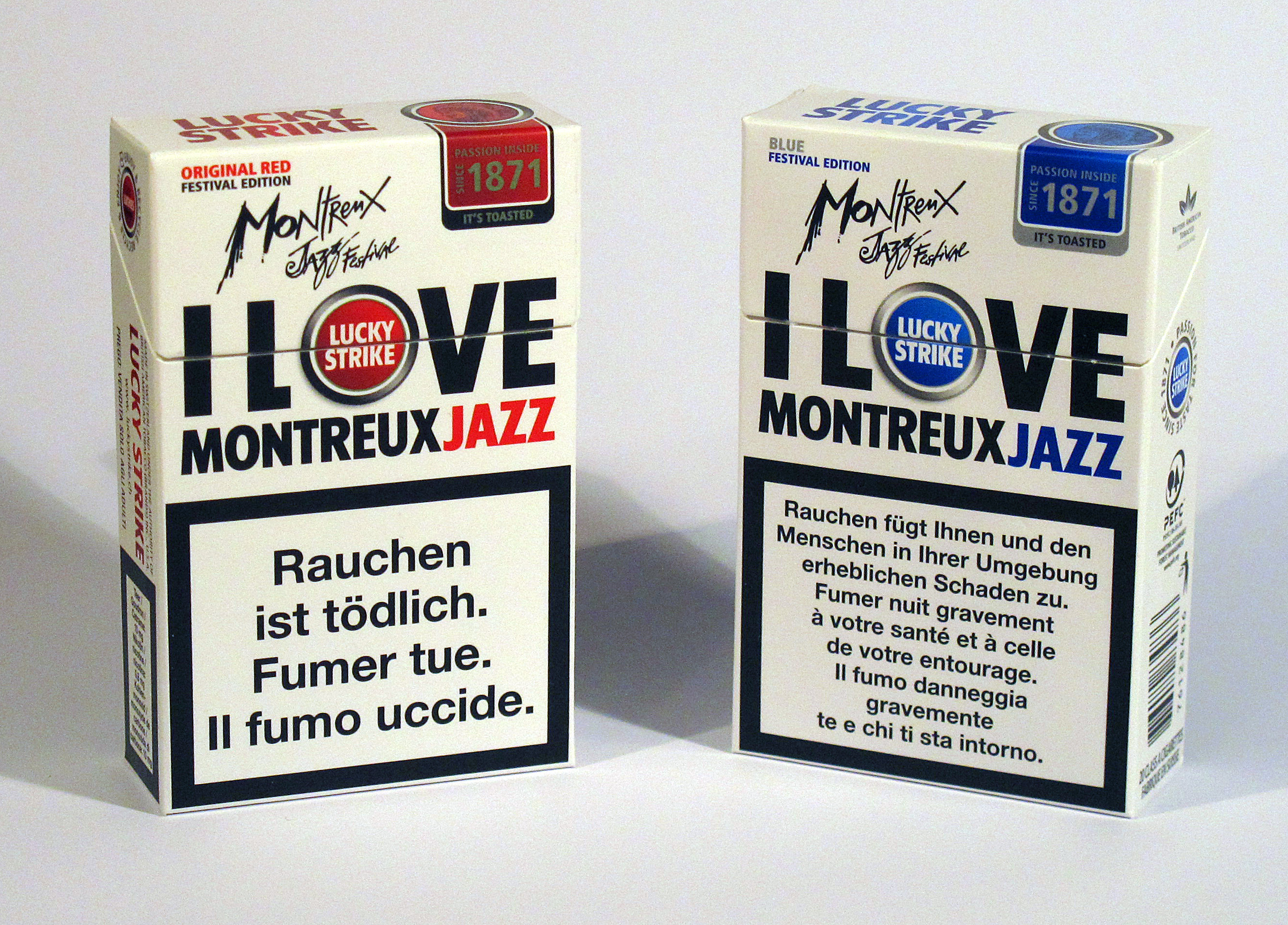
Patrocínio, Festival de Jazz de Montreux, 2012

No ano de 1999, a marca lançou uma avassaladora ação de marketing que incluía cafezinho de graça e flores no dia dos namorados. Depois, os consumidores que participaram da ação recebiam em casa um cartão com a inscrição “Lucky Loves You”, que continha um número 1-800 (equivalente à ligação gratuita), onde poderiam conhecer um pouco mais sobre a marca e o produto. O Lucky Strike de filtro vermelho é bastante similar ao Marlboro, mas parece ligeiramente mais forte. Tem fumaça densa e sabor amadeirado e definido. Atualmente existem três versões do cigarro: "Original", "King Size" e o "Light".

## Na mídia
No começo dos anos 60, os comerciais de televisão do Lucky Strike trazia o slogan: "Lucky Strike separates the men from the boys… but not from the girls", que no bom português diz: "Lucky Strike separa os homens dos garotos… mas não das garotas". Quando os cigarros filtrados da Lucky Strike foram introduzidos no mercado, em meados de 1960, os comerciais mudaram para um slogan cantado que dizia: "Show me a filter cigarette that delivers the taste, and I'll eat my hat!", algo como: "Mostre um cigarro com filtro que conserva o sabor e eu comerei o meu chapéu".
O logotipo da Lucky Strike foi criado pelo famoso designer industrial Raymond Loewy, que também criou o logotipo da Exxon, Shell, AT&T e da Coca Cola.
A fonte usada no logotipo da Lucky Strike é FuturaBT-ExtraBlackCondensed ou Futura Condensed Bold, delicadamente modificada.
Lucky Strike foi a patrocinadora da rádio Jack Benny e também de vários programas de televisão em meados de 1940 e 1950 na CBS. Em meio a populares slogans nas propagandas nos shows, faladas pelo anunciador Don Wilson, estavam a clássica "LSMFT: Lucky Strike means fine tobacco!" e a "Be happy go lucky, be happy, smoke Lucky Strike!"

### Patrocínio em esportes

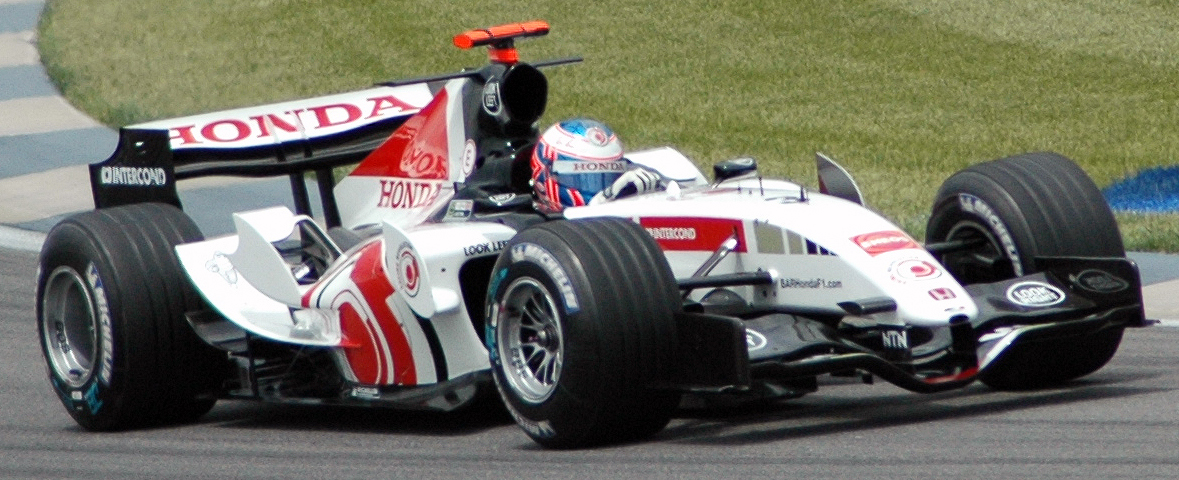
Carro de Jenson Button da Fórmula 1 com patrocínio da Lucky Strike.

A marca também é reconhecida por patrocinar diversos esportes antes da proibição pela União Europeia na década de 2000. Nos anos 1980 e 1990, o cigarro patrocinou diversos esportes a motor, como a MotoGP e a equipe do americano Kevin Schwantz, a Team Lucky Strike. Em 1999, a British American Tobacco, comprou a equipe Tyrrell para fundar a British American Racing na Fórmula 1. Houve a ideia de ter dois carros com o patrocínio de cigarros diferentes que pertenciam a BAT, o canadense Jacques Villeneuve correria com as cores da Lucky Strike, enquanto o brasileiro Ricardo Zonta, com o azul da State Express 555, porém, a ideia foi proibida. A BAR ficou na Fórmula 1 até 2005, tendo Villeneuve, Jenson Button, Takuma Sato, Olivier Panis e Anthony Davidson como pilotos, conseguindo um vice-campeonato de Construtores em 2004, sempre com as cores da Lucky Strike.

## Na cultura popular
A marca de Cigarros Lucky Strike é citada em jogos modernos para Vídeo-game, animes, músicas, livros e filmes. Lucky Strike é mostrada também no anime Cowboy Bebop, onde o personagem Faye Valentine é frequentemente visto com um Lucky Strike na boca. Em Eureka Seven, Stoner é visto fumando um maço de cigarros similar ao da Lucky Strike no episódio 14. O Detective Steele no jogo de video-game "Blade Runner" fuma Lucky Strike. No famoso manga GTO, o Professor Onizuka é visto fumando um Lucky Strike.
O personagem ficcional Mike Hammer, que foi escrito por Mickey Spillane, fumou Lucky Strike durante toda a novela de Hammer. O cigarro Lucky Strike foi mencionado também no filme "Misery", do famoso escritor Stephen King, onde o personagem Paul Sheldon (interpretado pelo ator James Caan) fumaria um cigarro da Lucky Strike após terminar de escrever um livro. O cigarro é mencionado também no livro "Christine", também de Stephen King, logo no prólogo.
Um dos mais famosos fumantes da marca Lucky Strike na televisão foi o famoso detetive Sonny Crockett (interpretado por Don Johnson) do programa Miami Vice, da década de 1980.
Outras aparições incluem James Caan, que fuma Lucky Strike no filme Misery - O capítulo final, de 1990. Sigourney Weaver fuma Lucky Strike no filme Death and the Maiden, de 1994. O cigarro Lucky Strike é mostrado também no filme The Shawshank Redemption, de 1994. Em um episódio de Smart Guy (2ª temporada, episódio 13: Trial & Error), o senhor Bringleman fuma cigarros da Lucky Strike. Em Band of Brothers mostra varias vezes os soldados fumando e falando a marca. No filme de 2004, Team America: World Police, dos mesmos criadores do seriado americano South Park, é mostrado propagandas do Lucky Strike pintado nas paredes em algumas cenas do meio-oeste urbano. Em 2005, Keira Knightley fuma Lucky Strike no The Jacket, estrelando Adrien Brody. O cigarro Lucky Strike é mencionado na música "These are my People" de Rodney Atkins. 
O Lucky Strike é mencionado também na música "Kentucky Avenue", do famoso músico Tom Waits. O cigarro da Lucky Strike é mencionado também na música "All You Can Ever Learn is What you Already Know", da banda The Ataris, um grupo de punk rock. No romance gráfico de Alan Moore, Watchmen, podemos ver o famoso Lucky Strike sendo fumado por Hollis J. Mason (o original Night Owl). É visto também em uma cena com o detetive Steven Fine. No seriado Mad Men, o protagonista Don Draper, diretor de arte da empresa fictícia Sterling Cooper, logo no primeiro episódio está tentando criar uma nova campanha para os cigarros Lucky Strike. E ao longo das temporadas vários personagens aparecem fumando e diversas vezes e feita alguma referência a marca. Em 2011, O cigarro Lucky Strike foi fumado pela banda Scream And Shout na sacada do vocalista Alan Borgartz Em 2013, no Skate Park de Santa Rosa, no Brasil, o cigarro Lucky Strike foi fumado por vários skatistas consagrados pela mídia durante as gravações de seus vídeos promocionais. Em 2014, no primeiro episódio da quarta temporada de American Horror Story, Jessica Lange fuma Lucky Strike.The Highwaymen (Estrada Sem Lei, em português) estrelado por Kevin Costner e Woody Harrelson, onde um os personagens de Bonnie and Cleyd,
Clyde Chestnut Barrow fumava luckys e Bonnie Parker fumava Camel.